# Loxopterygium huasango
Loxopterygium huasango là một loài thực vật có hoa trong họ Đào lộn hột. Loài này được Spruce ex Engl. mô tả khoa học đầu tiên năm 1883.